# Chevroux, Ain
Chevroux är en kommun i departementet Ain i regionen Auvergne-Rhône-Alpes i östra Frankrike. Kommunen ligger  i kantonen Pont-de-Vaux som ligger i arrondissementet Bourg-en-Bresse. Kommunens areal är 17,2 km². År 2022 hade Chevroux 981 invånare.

## Befolkningsutveckling
Antalet invånare i kommunen Chevroux
Referens: INSEE